# 김유진 (여자 축구 선수)
김유진(1981년 9월 26일 ~ )은 대한민국의 은퇴한 여자 축구 선수이다. 대한민국 여자 축구 국가대표팀의 일원으로 2003 FIFA 여자 월드컵에 참가했으며, INI스틸에서 뛰었었다.